# Обиколка на студиото на Уорнър Брос в Лондон – Създаването на Хари Потър
Обиколка на студиото на Уорнър Брос в Лондон – Създаването на Хари Потър (на английски: Warner Bros. Studio Tour London – The Making of Harry Potter) е изложба и обиколка на студио в Лийвсдън, Югоизточна Англия, собственост на Уорнър Брос и управлявана от подразделение му Студио Турс. Разположена е в Уорнър Брос Студиос, Лийвсдън, в Уотфорд, в югозападната част на Хартфордшър, и разполага с постоянна експозиция от автентични костюми, реквизит и декори, използвани в производството на филмите за Хари Потър, както и задкулисното производство на визуални ефекти. Обиколката се провежда в сгради J и K, които са специално построени за атракцията, като са отделни от действителните производствени мощности на студиото.
Уорнър Брос Студио Тур Лондон отваря врати за обществеността през 2012 г. и оттогава посреща до 6000 посетители на ден в пиковите часове. TripAdvisor съобщава, че Обиколка на студиото на Уорнър Брос в Лондон – Създаването на Хари Потър е най-високо оценената атракция в света всяка година от откриването ѝ.

## История
Лийвсдън Аеродрум е британско летище, построено през 1940 г. в малкото селце Лийвсдън, между Уотфорд и Абътс Лангли, в Хартфордшър.
През 1994 г. продуцентският екип на филма за Джеймс Бонд Златното око открива свободните хангари в Лийвсдън. Широките, високи и открити хангари за самолети са много подходящи за преобразуването им във филмови сцени. Eon наемат обекта за времетраенето на снимките и започват мащабен ремонт, превръщайки пространството сцени, работилници и офиси - накратко работещо филмово студио. Лийвсдън Студиос бързо добива популярност след издаването на Златното око. Популярни филми са снимани в студиото като Междузвездни войни: Епизод I - Невидима заплаха и Слийпи Холоу на Тим Бъртън.
През 1999 г. Хейдей Филм наема мястото за производството на филмите за Хари Потър. През следващите десет години всички филми за Хари Потър са създадени там, заедно с някои други забележителни продукции на Уорнър Брос, като поредицата в крайна сметка се превръща в най-успешната филмова поредица в историята.
Тъй като осмият и последен филм за Хари Потър е към завършване, през 2010 г. Уорнър Брос обявява намерението си да закупи студиото като постоянна европейска база.
До ноември Уорнър Брос завършва покупката на Лийвсдън Студиос и обявява планове да инвестира повече от 100 милиона английски лири в мястото, което е наемал повече от десет години, като го ребрандира отново - този път в Уорнър Брос Студиос, Лийвсдън.
Като част от това преустройство Уорнър Брос създава две нови сгради, J и K, в които да се намира постоянната публична изложба, наречена Обиколка на студиото на Уорнър Брос в Лондон – Създаването на Хари Потър, откривайки 300 нови работни места в района. В момента цялата атракция е посветена на създаването на Хари Потър и сега е дом на много от най-емблематичните декори, реквизит и костюми в поредицата. Изложбата е открита за широката общественост в началото на 2012 г.

## Създаване
Още през 2001 г., след успеха на първия филм, Уорнър Брос има планове за изграждане на атракция, посветена на поредицата, и така започва да съхранява елементи от филмите, когато вече не се използват. И накрая, през 2010 г., когато последният филм е към завършването си, компанията обявява, че ще закупи Лийвсдън Студиос и работата по изложбата започва.
Оформлението и цялостното представяне са проектирани от базираната в Бърбанк Thinkwell Group в тясно сътрудничество с Уорнър Брос, както и създателите на филмите, включително продуцентският дизайнер Стюарт Крейг, декораторът Стефани Макмилан, креативният дизайнер Ник Дъдман, строителният мениджър Пол Хейс и супервайзерът на специалните ефекти Джон Ричардсън. Включват се само декори, реквизити и костюми, които всъщност са създадени за производството на филмовата поредица за Хари Потър. Сетовете включват Голямата зала, кабинета на Дъмбълдор, улица Диагон-Али, Министерството на магията, Общата стая на Грифиндор и колибата на Хагрид, а също и модел на замъка Хогуортс в мащаб 1:24 (използван за външни снимки).

### Официално откриване
Изложбата е открита за обществеността на 31 март 2012 г. На откриването присъстват много от актьорите и членовете на екипа на филмовата поредица за Хари Потър, включително Рупърт Гринт, Том Фелтън, Бони Райт, Евана Линч, Уоруик Дейвис, Дейвид Тюлис, Хелън Маккрори, Джордж Харис, Ник Моран, Наталия Тена, Дейвид Брадли, Алфред Енох, Хари Мелинг, продуцентите Дейвид Хейман и Дейвид Барън и режисьорите Дейвид Йейтс, Алфонсо Куарон и Майк Нюел. От 2020 г. феновете на Хари Потър могат да закупят бутилиран бирен шейк само от студиото на Уорнър Брос Тур в Лондон.

### Кралско откриване
Повече от година след откриването на изложбата (и почти двадесет години след като комплексът е превърнат от летище във филмови студия) мястото е официално открито от херцога и херцогинята на Кеймбридж на 26 април 2013 г. При кралското си посещение те са придружени от брата на херцога принц Хари и Дж. К. Роулинг, авторката на Хари Потър, която не успява да присъства на тържественото откриване на турнето предходната година, наред с други именити гости.

## Обиколка
Всяка обиколка обикновено продължава три часа и половина и обиколката има капацитет да обслужва 6000 посетители дневно. Въпреки че Уорнър Брос е студиото зад Хари Потър, обиколката не е оформена като тематичен парк поради факта, че компанията продава лиценза за това на Юнивърсъл Студиос. Вместо това посетителите имат шанс да видят отблизо детайлите и усилията, които се влагат в голям игрален филм от мащаба на поредицата за Хари Потър.
Въпреки че стандартната обиколка се ръководи самостоятелно, което позволява на посетителите да се насладят на обиколката със собствено предпочитано темпо, различни обиколки с екскурзовод се предлагат срещу допълнително заплащане.

## Галерия
- Магазин на Диагон-Али
- Голямата зала, с изградена част от сцената на Клубът по дуелиране (вляво), както се вижда в Хари Потър и Стаята на тайните
- Къщата на семейство Потър в Годрикс Холоу, както се вижда в Хари Потър и даровете на смъртта: първа част и втора част
- Кабинетът на Дъмбълдор, както се вижда в Хари Потър и Стаята на тайните и следващите филми
- Модел на Гринготс, банката на магьосниците